# Астор, Уильям Уолдорф, 3-й виконт Астор
Уильям Уолдорф Астор II, 3-й виконт Астор (англ. William Waldorf Astor II, 3rd Viscount Astor; 13 августа 1907 — 7 марта 1966) — английский бизнесмен и консервативный политик из семьи Астор.

## Происхождение и образование
Родился 13 августа 1907 года. Старший сын Уолдорфа Астора, 2-го виконта Астора (1879—1952), и Нэнси Уитчер Лэнгхорн (1879—1964). Он получил образование в Итонском колледже и в Новом колледже Оксфорда.

## Политическая карьера
В 1932 году Астор был назначен секретарем Виктора Бульвер-Литтона, 2-го графа Литтона, в Комитете по расследованию Лиги Наций в Маньчжурии. Уильям Астор заседал в Палате общин Великобритании от Фулем-Иста в 1935—1945 годах. Также он работал парламентским личным секретарем Первого лорда Адмиралтейства Сэмюела Хора в 1936—1937 годах.
Во время Второй мировой войны Уильям Астор служил офицером военно-морской разведки, не получив никаких отличий, но приобретя множество влиятельных контактов. Он вернулся в качестве депутата от Консервативной партии в Уикомбе на парламентских выборах 1951 года, прослужив десять месяцев.
После смерти отца 30 сентября 1952 года он унаследовал его пэрство, став 3-м виконтом Астором и 3-м бароном Астором, заняв место в Палате лордов Великобритании.
Затем виконт Астор перенял семейное поместье Кливден в Бакингемшире, где он и его семья продолжали жить до 1966 года. Активно занимаясь скачками чистокровных лошадей, он унаследовал конный завод Кливден, коневодческую ферму и селекционное предприятие в деревне Тэплоу недалеко от Мейденхеда.
Во время дела Профьюмо 1963 года Уильям Астор обвиняли в связи с Мэнди Райс-Дэвис. В ответ на то, что во время одного из судебных процессов, возникших в результате скандала, ей сказали, что Астор отрицает связь с ней, Райс-Дэвис ответила: «Ну, он бы так и сделал, не так ли?»

## Личная жизнь и смерть
Виконт Астор был женат трижды. 14 июня 1945 года он женился первым браком на достопочтенной Саре Нортон (20 января 1920 — 4 февраля 2013), дочери Ричарда Генриа Бринсли Нортона, 6-го барона Грантли, и Джин Мэри Кинлох. Супруги развелись в 1953 году. Дети от первого брака:
- Уильям Астор, 4-й виконт Астор (Уильям Уолдорф Астор III; род. 27 декабря 1951), с 1976 года женат на Аннабель Джонс.

26 апреля 1955 года Уильям Астор женился вторым браком на Филиппе Виктории Ханлок (10 декабря 1930 — 20 июля 2005), дочери подполковника Генри Филиппа Ханлока и леди Энн Кавендиш. Супруги развелись в 1960 году. Дети от второго брака:
- Достопочтенная Эмили Мэри Астор (род. 9 июня 1956), В 1984 году она вышла замуж первым браком за Алана Грегори. В 1988 году она вторично вышла замуж за Джеймса Иэна Андерсона, от брака с которым у неё было четверо детей. Супруги развелись в 1996 году.

14 октября 1960 года Уильям Астор женился в третий раз на Бронвен Алан-Пью (6 июня 1930 — 28 декабря 2017), дочери сэра Алана Пью и Кэтлин Гидиер. Дети от третьего брака:
- Достопочтенная Джанет Элизабет Астор (род. 1 декабря 1961), в 1991 году она вышла замуж за Чарльза Гордона-Леннокса, графа Марча и Кинрара, будущего 11-го герцога Ричмонда, от брака с которым у неё было четверо детей.
- Достопочтенная Полин Мариан Астор (род. 26 марта 1964), в 1990 году она вышла замуж за Джорджа Кристофера Вона Кейса, от брака с которым у неё было трое детей.

Виконт Астор скончался в Нассау, Багамы, в возрасте 58 лет от сердечного приступа и был похоронен в храме Октагон в Кливдене. Его единственный сын Уильям унаследовал титул виконта.